# Conophytum lydiae
Conophytum lydiae là một loài thực vật có hoa trong họ Phiên hạnh. Loài này được (Jacobsen) G.D.Rowley mô tả khoa học đầu tiên năm 1978.